# Mühlschleif
Mühlschleif ist ein Gemeindeteil des Marktes Moosbach im Oberpfälzer Landkreis Neustadt an der Waldnaab, Bayern.

## Geographische Lage
Die Einöde Mühlschleif liegt am Tröbesbach etwa eineinhalb Kilometer südlich von Moosbach.

## Geschichte
Zum Stichtag 23. März 1913 (Osterfest) wurde Mühlschleif als Teil der exponierten Kooperatur Etzgersrieth mit zwei Häusern und 14 Einwohnern aufgeführt.
Am 31. Dezember 1990 war Mühlschleif unbewohnt und gehörte zur Expositur Etzgersrieth.
Heute (2013) wird Mühlschleif vom Rathaus Moosbach nicht mehr als separater Ortsteil aufgeführt.

## Kultur und Sehenswürdigkeiten
Die beiden Häuser in der Mühlschleif wurden restauriert.
Das eine davon wird für Theateraufführungen und Veranstaltungen wie z. B. Weiberfasching genutzt.
Es besteht ein Verein „Mühlschleifhaisl“.